# Ovi (rapero)
Ovidio Crespo Retureta (Manicaragua, Cuba, 7 de febrero de 1996), conocido artísticamente como Ovi, es un rapero y cantante cubano que se desempeña en corrido, reguetón y trap latino. Pertenece al sello discográfico Rancho Humilde, y además ha colaborado con artistas como Snoop Dogg, Natanael Cano, Junior H y Snow Tha Product.

## Biografía
Retureta nació en Manicaragua, Cuba, el 7 de febrero de 1996, es hijo único, y desde pequeño ha estado interesado en la música, tanto así que cuando era adolescente creó su propia banda junto a algunos amigos de la escuela, a pesar de no haber grabado ninguna canción oficialmente, empezó a experimentar como compositor. Tras su salida de su país, Cuba, a la edad de 19 años, se estableció en Florida, Miami, en Estados Unidos.Su llegada a Estados Unidos supuso problemas económicos, ya que trabajaba como ayudante de cocina. Sin embargo, al llegar de Arizona a Los Ángeles, conoció el sello discográfico Rancho Humilde, abriéndose una oportunidad de formar parte del sello.

## Carrera musical
En 2019, lanzó los sencillos «Me Dino» y «Bailen», bajo el sello discográfico Rancho Humilde, dicho sello al cual se unió. Tras lanzar el sencillo, «Cuando Me Ve» junto al cantante mexicano Adriel Favela, obtendría un nivel de reconocimiento. Tras unos meses, estrenó el sencillo «Yo ya enrolé» en colaboración con Natanael Cano, el cuál se convirtió en un éxito en varios países de Latinoamérica, especialmente en México. En mayo de ese mismo año, lanzó su sencillo «Nadie como tú» junto a Carolina Ross, el cuál dicho sencillo alcanzaría millones de visualizaciones en las plataformas de redes sociales como YouTube. El 19 de marzo de 2020, el rapero mexicano Natanael Cano estrenó en colaboración junto a Ovi el sencillo «Pacas Verdes», y en tan solo un mes obtuvo más de 20 millones de visitas en YouTube. El sencillo llamó la atención del rapero Bad Bunny, quien felicitó a ambos por la iniciativa de incluir el estilo musical de corrido.Finalmente, el 20 de abril de ese mismo año, lanzó su primer álbum de estudio titulado Amén, incluyendo colaboraciones con Gera MX, Junior H y Natanael Cano.
Un més más tarde, lanzó el sencillo «Vengo de Nada», en colaboración con Natanael Cano, Alemán y Big Soto, que incluso estuvo en la lista Hot Latin Songs de Billboard en Estados Unidos. En octubre de dicho año lanzó el álbum Buen Viaje, en el cuál incluyó producciones de Teejay, Young Hollywood, Krizous y Junior H.Su álbum hace referencias a la película Scarface, el programa Caso Cerrado y a la canción Umbrella de Rihanna.
En diciembre del 2020 publicó su tercer álbum de estudio titulado Las 3 Torres, contando con las colaboraciones de Natanael Cano y Junior H.

## Vida personal
El 18 de septiembre de 2024, fue arrestado en Miami, Estados Unidos por apuntar con pistola a un conductor, además enfrenta cargos de asalto agrabado con un arma de fuego, exhibición indebida de un arma y posesión de una sustancia controlada en una parada de tráfico, incluso estaría dispuesto a pagar una suma millonaria de millones para evitar ser deportado de Estados Unidos.

## Discografía

### Álbumes de estudio
- Amén (2020)
- Buen Viaje (2020)
- Retumban2 (2021)
- Asere de Aseres (2024)

### Álbumes colaborativos
- Las 3 Torres (con Natanael Cano y Junior H) (2020)